# Villa Louvigny

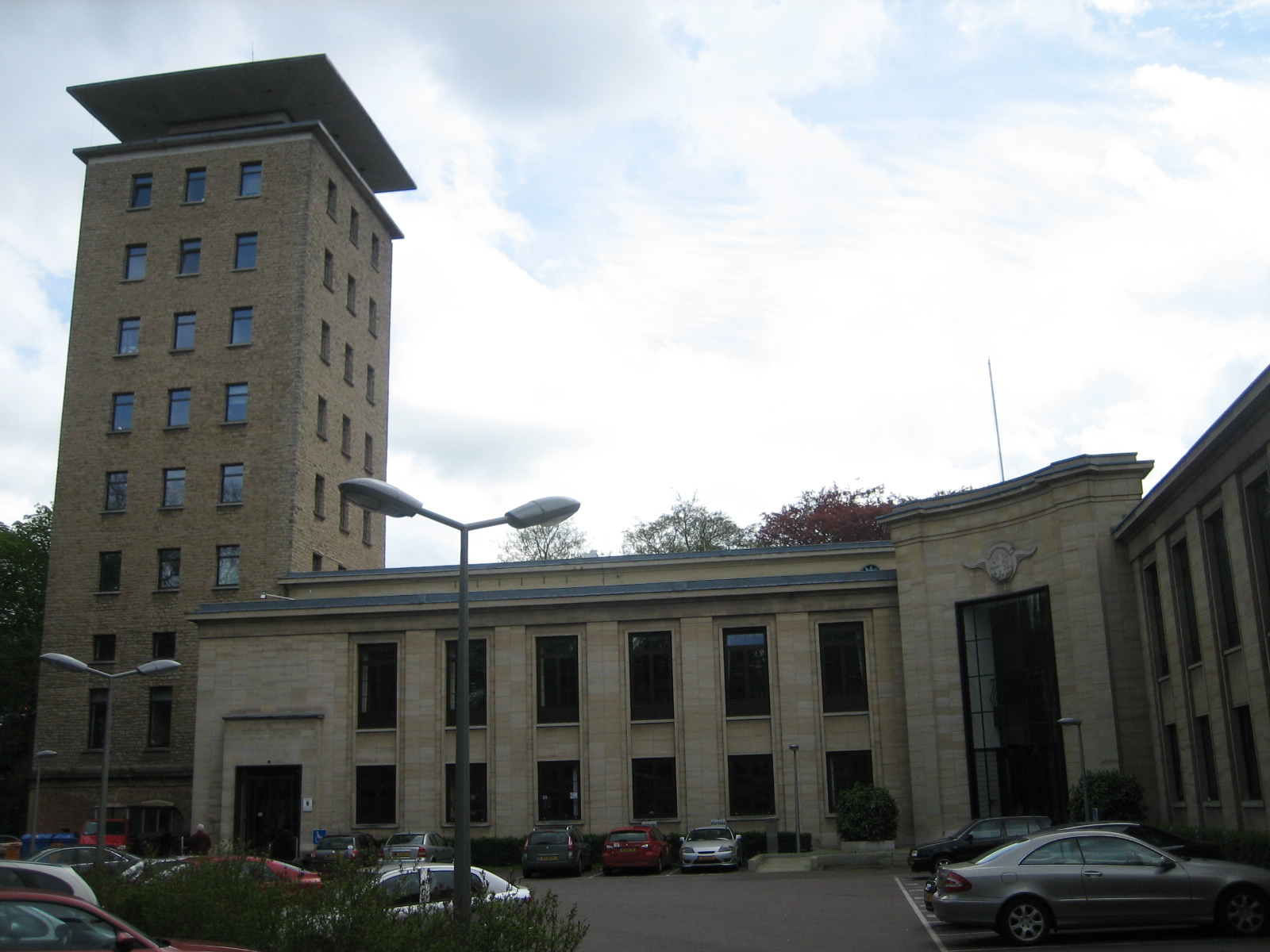
Façana de Villa Louvigny (2008)

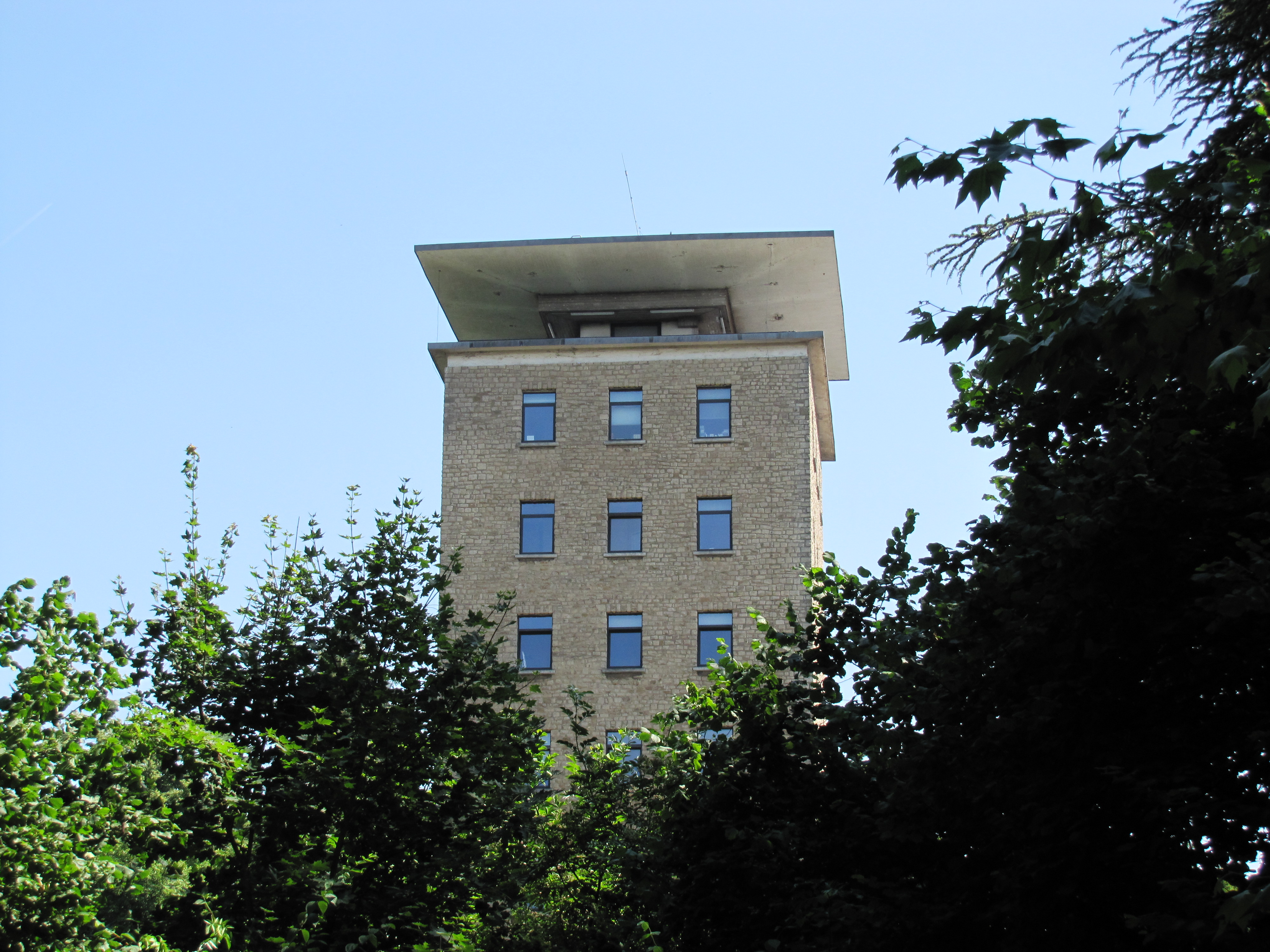
Torre de Villa Louvigny

Villa Louvigny és un edifici de la ciutat de Luxemburg, al sud de Luxemburg, que es va utilitzar com a seu de la Compagnie Luxembourgeoise de Télédiffusion, precursora de RTL Group. Està situat al Parc Municipal, al barri de Ville Haute del centre de la ciutat. Construït el 1920 en un lloc on abans havia estat el fort Louvigny de l'antiga fortalesa de Luxemburg, l'edifici es va llogar a la Compagnie Luxembourgeoise de Télédiffusion, que finalment va comprar l'edifici el 1936. El 1991, les oficines administratives es va traslladar a un nou edifici a l'altiplà de Kirchberg, i cinc anys després s'hi van moure les instal·lacions. L'Orquestra Filharmònica de Luxemburg va romandre a les instal·lacions fins a l'any 2005, quan es va acabar de construir la Filharmònica.
Villa Louvigny ha estat la seu del Festival de la Cançó d'Eurovisió en dues ocasions, el 1962 i el 1966. Des de l'any 2000 Villa Louvigny és la seu principal del Ministeri de Salut.